# Klemi Saban
Rahamin "Klemi" Saban (på hebraisk: רחמים 'קלמי' סבן) (født 17. februar 1980 i Netanya, Israel) er en israelsk tidligere fodboldspiller, der spillede som forsvarsspiller. Gennem karrieren spillede han for blandt andet Maccabi Netanya, Maccabi Tel Aviv,  Hapoel Be'er Sheva og Maccabi Haifa samt det rumænske storhold Steaua Bukarest.

## Landshold
Saban nåede at spille 25 kampe og score ét mål for Israels landshold, som han debuterede for i 2004.